# يوم حجية
يوم حجية أحد أيام العرب في الجاهلية بين بنو تميم وبين المناذرة وبكر بن وائل.

## المعركة
أغار النعمان بن المنذر على بني تميم، فنذروا به، ومعه بكر بن وائل والصنائع من العرب، وكان فيمن كان معه حُجَيَّة بن المضرب وكان حليفا في بني أبي ربيعة بن ذهل بن شيبان، وكانت أُخته فُكَيْهَةُ بنت المُضرَّب تحتَ ضمرة بن ضمرة النهشلي الدارمي التميمي، وهي أُم حَرِّيِّ بن ضمرة، فنذر بنو تميم بالنعمان بن المنذر، فهزموه، فاتّهم النعمان حُجَيّةَ أن يكون أنذرهم فأنشد حجية شعراً يخاطبه ويتبرأ فيه من التهمة: